# Plympton-Wyoming
Plympton-Wyoming (offiziell Town of Plympton-Wyoming) ist eine ländliche Flächengemeinde im südwestlichen Ontario, Kanada, im Lambton County am Südufer des Huronsees. Sie hat den Status einer Lower Tier (untergeordneten Gemeinde) und ist County Seat des Bezirks.
Die Gemeinde ist von ländlicher Struktur. Die wesentlichen Siedlungsschwerpunkte sind Wyoming im Süden der Gemeinde und Errol im Norden. Weitere noch kleinere weilerartige Ansiedlungen verteilen sich über die Gemeinde. Der Ortsteil Wyoming verdankt seine Entstehung der Great Western Railway, als Haltepunkt an der Mitte des 19. Jahrhunderts errichteten Bahnstrecke zwischen Sarnia und London.

## Lage
Die Gemeinde grenzt nach Westen unmittelbar an Sarnia und liegt damit dicht an der Grenze zu den Vereinigten Staaten. Plympton-Wyoming grenzt unmittelbar an den Huronsee und liegt etwa 70 Kilometer Luftlinie westlich von London bzw. etwa 235 Kilometer Luftlinie westlich von Toronto, aber nur etwa 120 Kilometer Luftlinie östlich von Detroit.

## Demografie
Der Zensus im Jahr 2016 ergab für die Gemeinde eine Bevölkerungszahl von 7795 Einwohnern, nachdem der Zensus im Jahr 2011 für die Gemeinde eine Bevölkerungszahl von nur 7576 Einwohnern ergeben hatte. Die Bevölkerung hat damit im Vergleich zum letzten Zensus im Jahr 2011 schwächer als der Trend in der Provinz nur leicht um 2,9 % zugenommen, während der Provinzdurchschnitt bei einer Bevölkerungszunahme von 4,6 % lag. Bereits im Zensuszeitraum von 2006 bis 2011 hatte die Einwohnerzahl in der Gemeinde unterdurchschnittlich zum Trend um nur 0,9 % zugenommen, während sie im Provinzdurchschnitt nur um 5,7 % zunahm.

## Verkehr
Verkehrstechnisch wird die Gemeinde durch den Ontario Highway 402 erschlossen. Außerdem verläuft eine Eisenbahnstrecke der Canadian National Railway durch die Gemeinde, auf der auch die Züge der VIA Rail im Corridor verkehren und planmäßig in Wyoming halten.

## Persönlichkeiten
- Brian Verbeek (* 1966), Eishockeyspieler